# Carmine De Martino

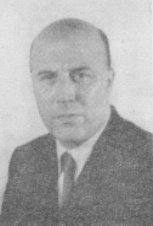
Carmine De Martino

Carmine De Martino (* 6. März 1898 in Salerno; † 29. März 1963) war ein italienischer Politiker, Unternehmer und Sportmanager.

## Leben
Er war Gründer und Eigentümer der SAIM (Società agricola industriale del Mezzogiorno – Industrielle Landwirtschaftsgesellschaft Süditaliens), die im Mehl- und Tabaksektor tätig war.
De Martino war zusammen mit Alberto Folchi Unterstaatssekretär des Außenministers Giuseppe Pella während der zweiten und der dritten Legislaturperiode unter den Kabinett Zoli und Segni I.
Im Jahr 1950 kritisierte er zusammen mit Giovanni Pallastrelli das Gesetz zur Bodenreform.
In der Fußballsaison 1956/57 war er Präsident des Fußballvereins US Salernitana, übernahm das Unternehmen und rettete es nach der Liquidation vor dem Bankrott.

## Auszeichnungen
- Bundesverdienstkreuz (Großes Verdienstkreuz mit Stern und Schulterband)